# Allie Rönkä
Allie Esther Elenore Rönkä, (på engelska skrivet Ronka) född 1904 i Ely, Minnesota, död 1976, var en amerikafinländksk sopransångerska.
Rönkä studerade sång vid Institute of Musical Art i New York och studerade därefter under tre års tid vid Juilliard School. Hon verkade sedan som radioartist och gjorde konsertresor med finsk musik runtom i USA. På 1930-talet var hon körsångerska vid den finska mötesplatsen Imatra i Brooklyn och uppträdde i den rollen vid välkomnandet av Finlands idrottstrupp vid dess besök i New York inför de olympiska sommarspelen 1932. 1935 besökte hon för första gången Finland, där hon konserterade och studerade musik.
1928 gjorde hon två skivinspelningar för Columbia i New York tillsammans med Östman-Stein Orkesteri, dirigerad av Urho Östman och William E. Stein.